# ديميكوفو
ديميكوفو (بالروسية: Демихово) هي مدينة في أوريخوفو-زويفو رايون موسكو أوبلاست في روسيا. يبلغ عدد سكانها حوالي 5534 نسمة.